# 9825 Oetken
9825 Oetken è un asteroide della fascia principale. Scoperto nel 1977, presenta un'orbita caratterizzata da un semiasse maggiore pari a 3,0061620 UA e da un'eccentricità di 0,0906476, inclinata di 9,10359° rispetto all'eclittica.